# Estouches
Estouches är en kommun i departementet Essonne i regionen Île-de-France i norra Frankrike. Kommunen ligger i kantonen Méréville som tillhör arrondissementet Étampes. År 2018 hade Estouches 253 invånare.

## Befolkningsutveckling
Antalet invånare i kommunen Estouches
| Referens: INSEE |